# Friedrichshagen
Friedrichshagen, Berlin-Friedrichshagen – część (Ortsteil) Berlina w okręgu administracyjnym Treptow-Köpenick. Od 1 października 1920 w granicach miasta. Leży na północnym brzegu jeziora Müggelsee.